# 洛陽北郊空港
洛陽北郊空港（らくようほくこうくうこう）は中華人民共和国河南省洛陽市澗西区、洛陽市北にある邙山の頂に位置する4D級の空港。中国民用航空局、河南省、洛陽市の共同投資により建設された。 市街中心から10km離れている。

## 沿革
- 1920年9月 - 金谷園（西工区）に軍用の洛陽飛行場を建設[6]
- 1925年 - 民間路線が就航[6]
- 1934年後半 - 民用部分は鄭州五里堡飛行場に移転。その後、軍用飛行場となった。[6]
- 1940年代 - 金谷園の飛行場は使用されなくなった。[6]
- 1985年2月16日 -中華人民共和国国務院と中央軍事委員会が新空港を建設する計画を了承する。[4]
- 1985年11月18日 - 洛陽空港として建設を開始[4]
- 1987年4月15日 - 竣工[4]
- 1987年9月26日 - 正式開港[7]
- 1992年8月1日 - 国際空港となった[8]
- 1992年8月 - 拡張工事開始[4]
- 1993年5月1日 - 岡山空港との間に最初の国際便が運行[6]
- 1993年6月 - 拡張工事竣工[4]
- 1993年末 - 中国民航飛行学院三分院が四川省広漢市より移転し、民航洛陽空港と合併して中国民用航空飛行学院洛陽分院となった。[9]
- 1994年 - 国際線用空港ターミナルビルを使用開始[10]
- 1994年12月 - 洛陽空港から洛陽北郊空港に改名[4]
- 2000年10月23日 - 誘導路の拡幅、延長工事が完成[11]
- 2008年7月19日 - 空港ターミナルビルの拡張工事着工[12]
- 2009年4月6日 - 香港から最初の便が到着[13]
- 2010年4月 - 新しい空港ターミナルビルが完成[14]

## 就航航空会社と就航路線
| 航空会社     | 就航地                                 |
| ------------ | -------------------------------------- |
| 中国東方航空 | 上海/虹橋、北京/首都、昆明、瀘州、大連 |
| 中国南方航空 | 広州、深圳                             |
| 華夏航空     | 重慶、大連、杭州、成都                 |

## 註釈・参考資料
1. 1 2 3  ZHLYの空港情報 - Great Circle Mapper.
2. ↑  洛陽機場 （新浪航空太空）
3. ↑  Airports in China from AirfieldMaps.co.uk
4. 1 2 3 4 5 6 7  歴史沿革（中國民用航空飛行学院洛陽分院）
5. ↑  洛陽北郊機場（航空網）
6. 1 2 3 4 5  洛陽機場大史記：1987年春，B737從機場起飛（民航資源網）
7. ↑  民航洛陽北郊機場（洛陽信息港）
8. ↑  河南省一類口岸（國家質量監督檢驗檢疫總局）
9. ↑  輝煌六十年 河南交通運輸業大發展（河南省統計網）
10. ↑  北郊機場詳細資料-歡樂行旅行網
11. ↑  洛陽機場滑行道拡建主体工程完工（民航資源網）
12. ↑  洛陽機場航站楼改拡建工程2009年花会前完工（民航資源網）
13. ↑  香港——洛陽首架包機昨日下午抵達洛陽機場（民航資源網）
14. ↑  洛陽機場挙行新航站楼啟用演練（洛陽日報）
15. 1 2  (LYA) Luoyang Airport Departures & Arrivals
16. ↑  洛陽北郊機場 出港時刻表（OK機票網）